# Mais moi je l'aime
Mais moi je l'aime (だって好きなんだもん, datte suki nandamon) est un shōjo manga de Wataru Yoshizumi en 2 volumes publiés en France par Glénat au printemps 2007.
Il s'agit de l'histoire de Moka Konno, une jeune fille qui à la bibliothèque, rencontre un garçon du nom de Yoshi et en tombe follement amoureuse. Mais Yoshi n'est pas quelqu'un d'inconnu au Lycée, on rapporte qu'il ne s'intéresse qu'aux filles qui sont déjà prises.
Moka l'invite à aller voir une exposition d'œuvres d'arts mais Yoshi lui demande pourquoi elle n'y va pas avec son petit ami. Elle lui répond qu'elle n'en a pas, ce dernier refuse donc d'y aller avec elle. Déprimée, Moka demande à son petit frère revenu des États-Unis, d'aller faire du shopping avec elle histoire qu'elle se change les idées. Mais Yoshi qui sortait lui aussi avec son amie d'enfance Kozue Kanzaki, aperçoit Moka avec son petit frère et pense alors qu'il s'agit de son petit ami. Le lendemain Yoshi va voir Moka et lui propose finalement d'aller à cette fameuse exposition. Étonnée par ce changement soudain d'avis, Moka accepte quand même pensant qu'il s'intéresse vraiment à elle. Mais lorsqu'elle comprend pourquoi Yoshi a changé d'avis, elle décide pourtant de ne pas lui révéler la vérité, poussée par le meilleur ami de Yoshi qui lui dit de profiter de sa chance. Mais Moka ne supportant pas de mentir lui dit qu'il s'agissait de son petit frère et Yoshi rompt naturellement avec elle, mais il accepte qu'ils soient amis. Grâce à ce nouveau statut Moka pourra faire en sorte qu'il tombe vraiment amoureux d'elle.
Le petit frère de Moka, Megu a lui aussi des problèmes en matière de relations amoureuses, il est amoureux de Kozue, mais cette dernière est très convoitée au Lycée car elle est très belle. Mais Megu s'accroche et essaye de la conquérir.           